# 담석
담석(영어: gallstone 갤스톤[*]) 또는 쓸개돌은 담낭에 콜레스테롤, 담즙 색소, 칼슘염 등의 결정체와 약간의 단백질 성분이 엉킨 것이며 콜레스테롤로 인한 경우가 가장 흔하다. 담석이 생기는 것을 담석증(cholelithiasis)이라 칭하며, 간과 담낭의 질환으로 인한 염증 및 물질의 정체가 원인이 될 수 있다. 다른 이름으로는 담낭 결석, 총 담관 결석, 간 내 담석 등으로도 불리며 주로 여성들에게 많이 일어난다. 담석증은 무증상에서 심하면 염증을 일으켜 담낭염을 초래하기도 하며, 담석이 담관을 막게 되면 심한 통증을 일으키고 담즙의 분비를 방해하여 지방의 소화가 어려워지며 대변이 회색이 된다. 담석은 저절로 제거되기도 하나 크기가 3cm 이상이거나 증상이 심할 경우 수술을 필요로 하며, 이 경우 담낭도 함께 제거할 수 있다.